# エリスマン邸
エリスマン邸（エリスマンてい、英: Ehrismann Residence）は、神奈川県横浜市中区元町の元町公園内にある西洋館である。

## 歴史
スイス人貿易商フリッツ・エリスマンの邸宅として、1925年から1926年にかけて、山手127番地（現在地より南東に400mほどの位置）に建設された。設計はチェコ出身の建築家アントニン・レーモンド。エリスマンの没後は数度所有者が変更となり、第二次世界大戦の被害を免れたものの1982年にマンション建設のため解体された。歴史的価値を見出した横浜市は部材を買い取り、1990年に元町公園内に移築・復元した。2001年には横浜市認定歴史的建造物に選定されている。

## 建築
地上2階・地下1階建の木造建築で、施工は清水組。1階は応接間や台所、居間兼食堂、2階は主に寝室や浴室として使われていた。移築前は和館が併設されていたが、部材が残っておらず復元されなかった。
設計者のアントニン・レーモンドは、フランク・ロイド・ライトが1919年に帝国ホテル建設のため来日した際に助手として連れてきた建築家である。レーモンドが独立して間もない頃の設計であり、5原則「自然、単純、直截、正直、経済的」に基づき独自のデザインを目指しているものの、家具など細部にはライトの影響がみられる。屋根の勾配を緩くし、1階と2階の間に庇を設け、水平性を強調する意匠とした。外壁は、1階は垂直方向の堅羽目板張り、2階は水平方向の下見板張りとして変化を付けている。2階の2か所に壁面を後退させてバルコニーを設け、寄棟造の屋根を雁行させて単調な直方体とすることを避けた。窓など開口部は大きくとられ、青緑色の鎧戸が設えられている。全館にスチーム暖房が採用されていたが、施主のリクエストにより応接間に暖炉が設けられた。エリスマンの妻が日本人であったことから、浴室とトイレはそれぞれ独立した造りになっている。
現在は元町公園の施設として、館内を無料で見学できる。2階では山手や洋館にまつわる資料を展示。台所はカフェに改装され、2014年からは「しょうゆきゃふぇ」として営業。醤油パンや生プリンなどを提供した。2022年7月からは「Café Ehrismann」として営業している。
地下は貸ホールとして展覧会などに貸し出される。同公園内にはベーリック・ホールと山手234番館も同様に一般公開されている。みなとみらい線元町・中華街駅から徒歩8分、JR根岸線・市営地下鉄桜木町駅から神奈川中央交通バス11系統、「元町公園前」下車。第2水曜日休館。

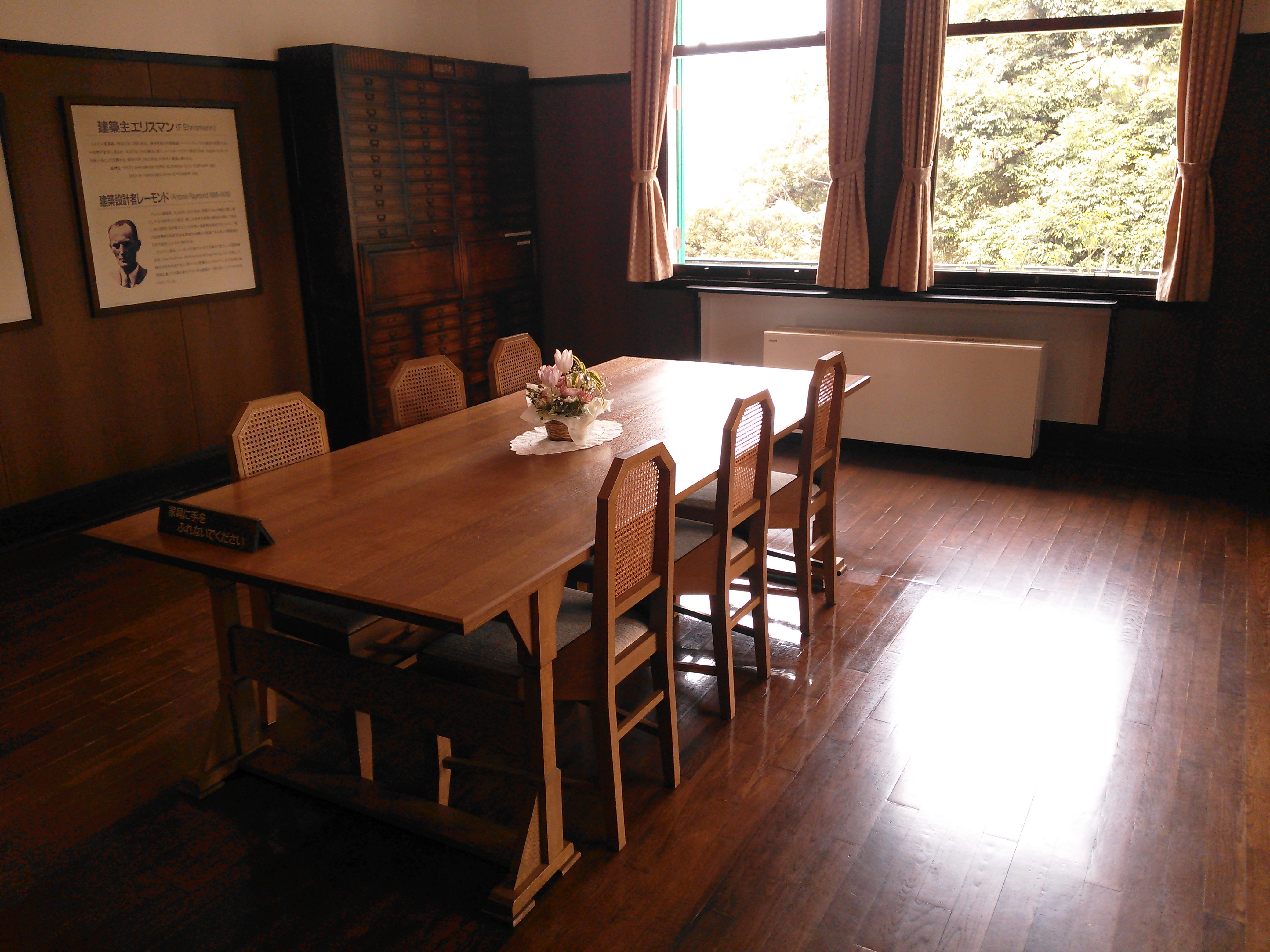
居間兼食堂
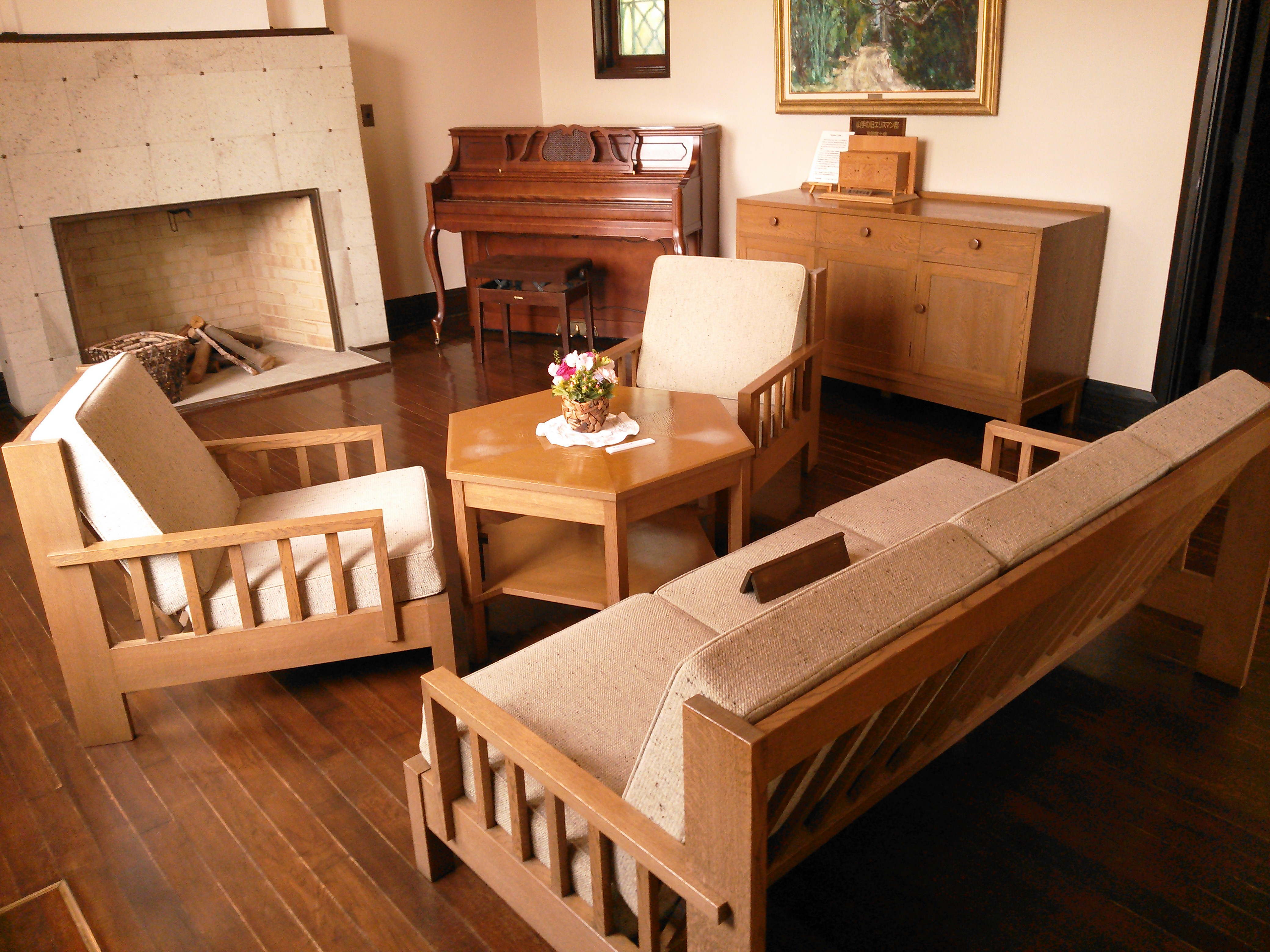
応接間

## フリッツ・エリスマン
施主のフリッツ・エリスマン（Fritz Ehrismann、1867年-1940年）はスイス・チューリッヒ出身で、生糸商社シーベル・ヘグナー商会の支配人として1888年に来日。1940年に亡くなるまで日本で暮らし、没後は横浜外国人墓地に眠っている。